# Національний римський музей
Національний римський музей (італ. Museo Nazionale Romano) — музей, який має кілька філій в окремих будівлях по всьому місту Риму, Італія. У ньому представлені експонати з передісторії та ранньої історії Риму, з акцентом на археологічні знахідки періоду Стародавнього Риму.

## Історія
Заснований 1889 року та відкритий 1890 року, першою метою музею був збір та виставлення археологічних матеріалів, виявлених під час розкопок після об'єднання Римської папської держави з Королівством Італією.
Початкове ядро колекції музею походить від Музео Кірхеріано (Кірхерійський музей), археологічних творів, що зібрані антикваром та єзуїтським священником Афанасієм Кірхером, який раніше розміщувався в єзуїтському комплексі Сант-Іньяціо. Колекцію націоналізувала держава у 1874 році, після придушення Товариства Ісуса. Кірхерійський музей перейменовано на Королівський музей, а його колекцію планували перенести до Музео Тіберино (Тіберинський музей), що так і не було завершено.
У 1901 році італійська держава подарувала Національному римському музею нещодавно придбану колекцію «Людовізі», а також важливу національну колекцію античної скульптури. Знахідки часу оновлення міст кінця XIX сторіччя додали до колекцій.
У 1913 hjws міністерським указом схвалено поділ колекції Музео Кірхеріано серед усіх музеїв, що були створені за останні десятиріччя: Національним римським музеєм, Національним етруським музеєм, Віллою Джулія та Музеєм замку святого янгола.
Національний римський музей було розміщено у колишньому картузіанському монастирі, що був розроблений у 16 сторіччі Мікеланджело у лазнях Діоклетіана. Тепер у Мікеланжелеському монастирі розміщені епіграфічні та доісторичні частини сучасного музею, коли головна колекція античного мистецтва була перенесена у сусідній Палаццо Массімо алле Терме, що придбаний італійською державою у 1981 році.
Перетворення місцевості стародавніх лазень, й згодом, картузіанського монастиря, на виставковий простір розпочалося з нагоди Міжнародної виставки мистецтва 1911 року; ці зусилля були завершені у 1930-х.

## Палац Массімо алле Терме

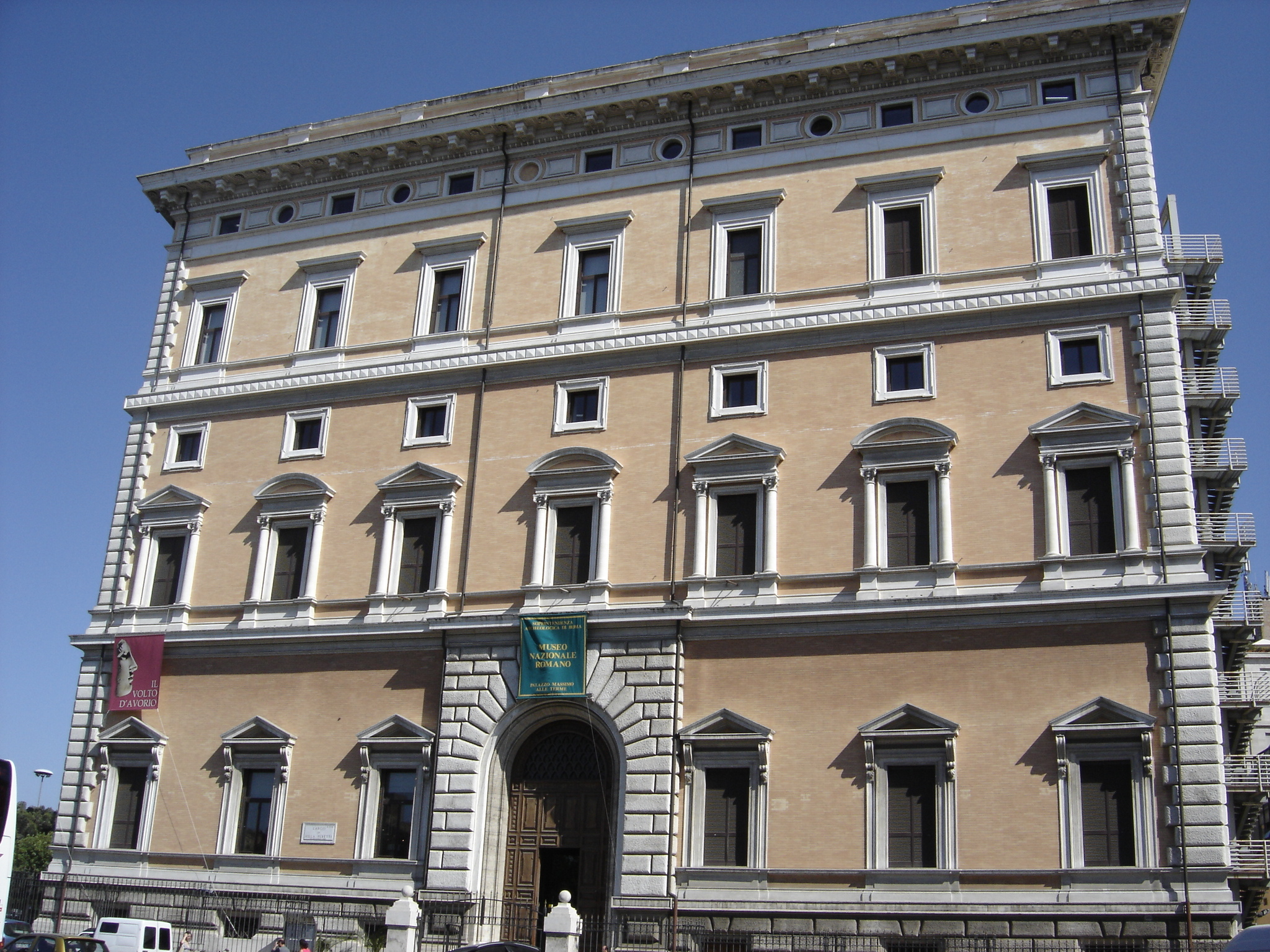
Палац Массімо алле Терме

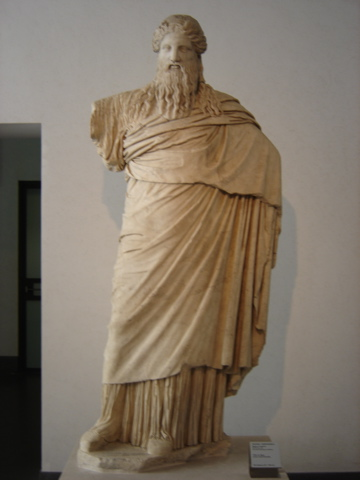
Діоніс Сарданапал з Палацу Массімо

### Історія будівлі
Палац було побудовано на місці колишньої Вілли Монтальто-Перетті, названої на честь папи Сікста V, уродженного Франческо Перетті. Сучасна будівля була замовлена принцом Массіміліано Массімо, для надання місця єзуїтському Колегіо Романо, спочатку у межах монастиря церкви Сант'Ігнаціо. 1871 року єзуїтська Колегія була виселена з монастиря італійським урядом, що надав його Лічео Вісконті, — першій суспільній світській середній школі Італії. Школа побудована між 1883 та 1887 роком архітектором Камілло Піструччі у новоренесансовому стилі була однією з найпрестижніших шкіл Риму до 1960.
Під час Другої світової війни палац частково використовувався як військовий шпиталь, але потім повернувся до освітніх функцій до 1960-х років, коли школу було переведено на нове місце у квартал ЕУР.
У 1981 році палац перебував у занедбаному стані, коли італійський уряд придбав його за 19 мільярдів лір й передав Національному римському музею. Його реставрація та адаптація розпочалася у 1983 році та завершена у 1998 році. Зрештою палац став головним місцем музею, а також штаб-квартирою Агентство Міністерства культурної спадщини та діяльності Італії (італ. Soprintendenza Speciale per i Beni Archeologici di Roma), що відповідає за археологічну спадщину Риму. В музеї розміщено античне мистецтво (скульптура, живопис, мозаїчна робота та золоте ремесло від республіканської доби до пізньої античності), а також нумізматична колекція, розміщена в Медальєрі, тобто шафі монет.

#### Перший й другий поверхи палацу

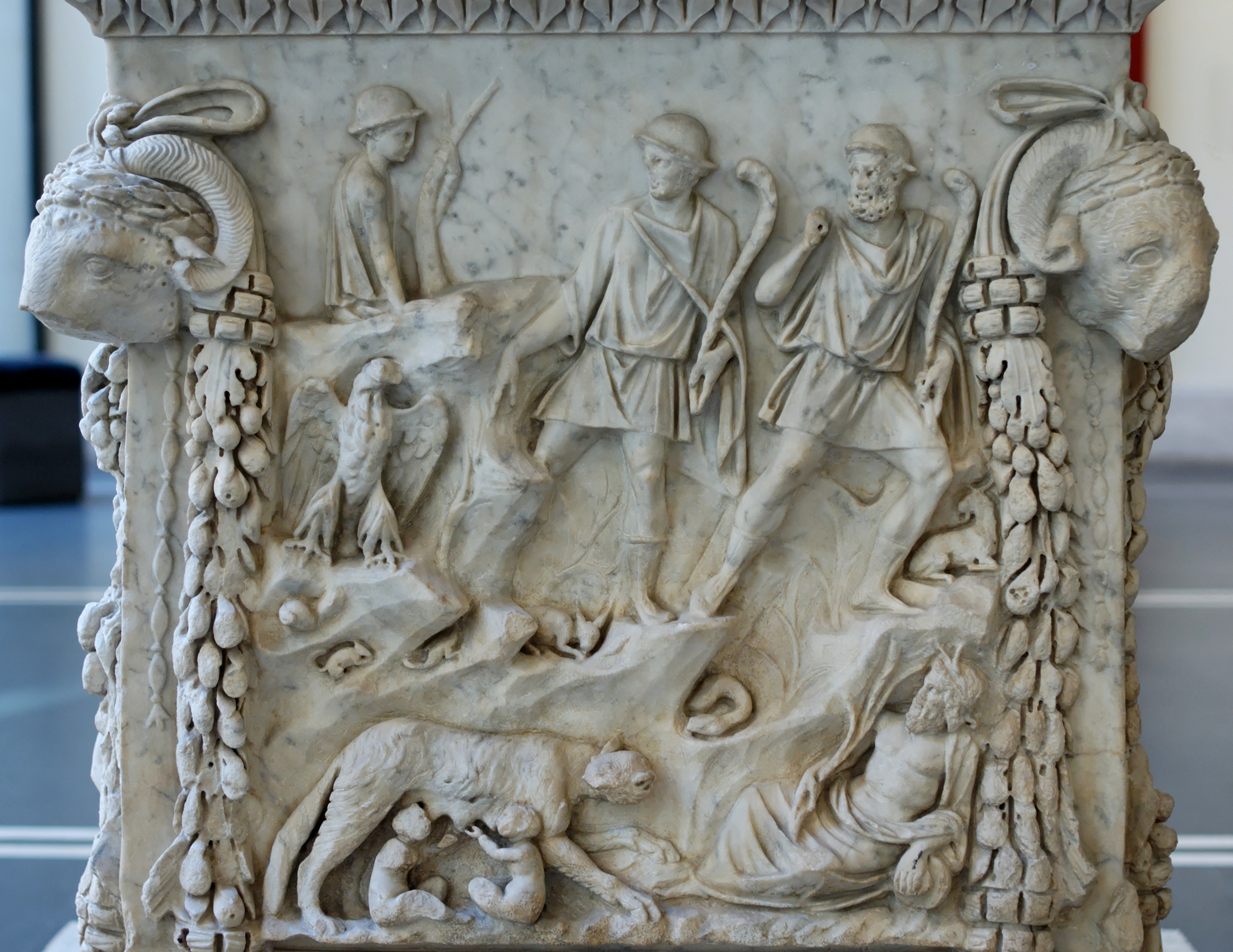
Вівтар Ромула та Ремуса

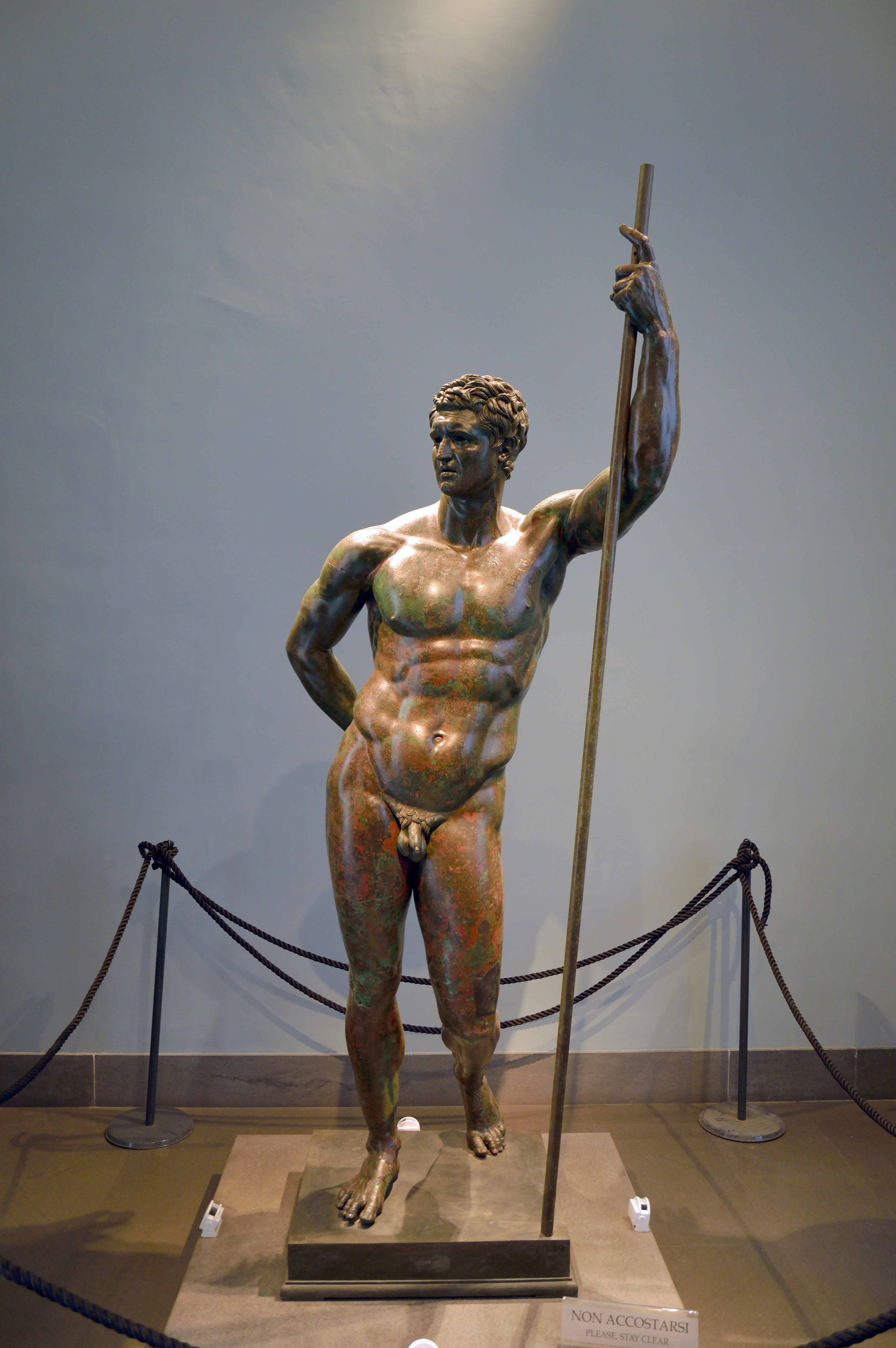
Принц Селевкід як герой

На першому поверсі видатні бронзові статуї Боксера на відпочинку та Спортсмена.
Одна зала присвячена мумії, що була знайдена у 1964 році на Касієвій дорозі, що всередині є багато прикрашеним саркофагом з кількома бурштиновими артефактами та ювелірними виробами. Скульптури періоду між пізньою Римською республікою та раннім імперським періодом (ІІ сторіччя до н. е. до I сторіччя), включають:
- Генерал Тіволі
- Тібер Аполлон
- Віа Лабікана Август
- Афродіта Менофант
- Гермес Людовізі з Анціо
- Ваза Торлонія
- Гермафродит, що спить
- Діоніс Сарданапал
- Саркофаг Портоначчо

#### Третій поверх
Фрески, ліпнина та мозаїки, у тому числі з вілли Лівія, дружини Августа, у Прима-Порта на Фламінієвій дорозі. Починається з літнього триклініуму Вілла ad Gallinas Albas Лівії. На фресках, виявлених у 1863 році, що датуються І сторіччям до Р.Х., зображено пишний сад з декоративними рослинами та гранатовими деревами.

#### Підвал
Нумізматична колекція музею найбільша в Італії. Серед експонованих монет — медальйон Теодоріха, чотири дукати папи Павла II з мозаїкою Святого Петра та срібний піастр Папської держави з видом на Рим.

## Палац Альтемпс

### Історія будівлі

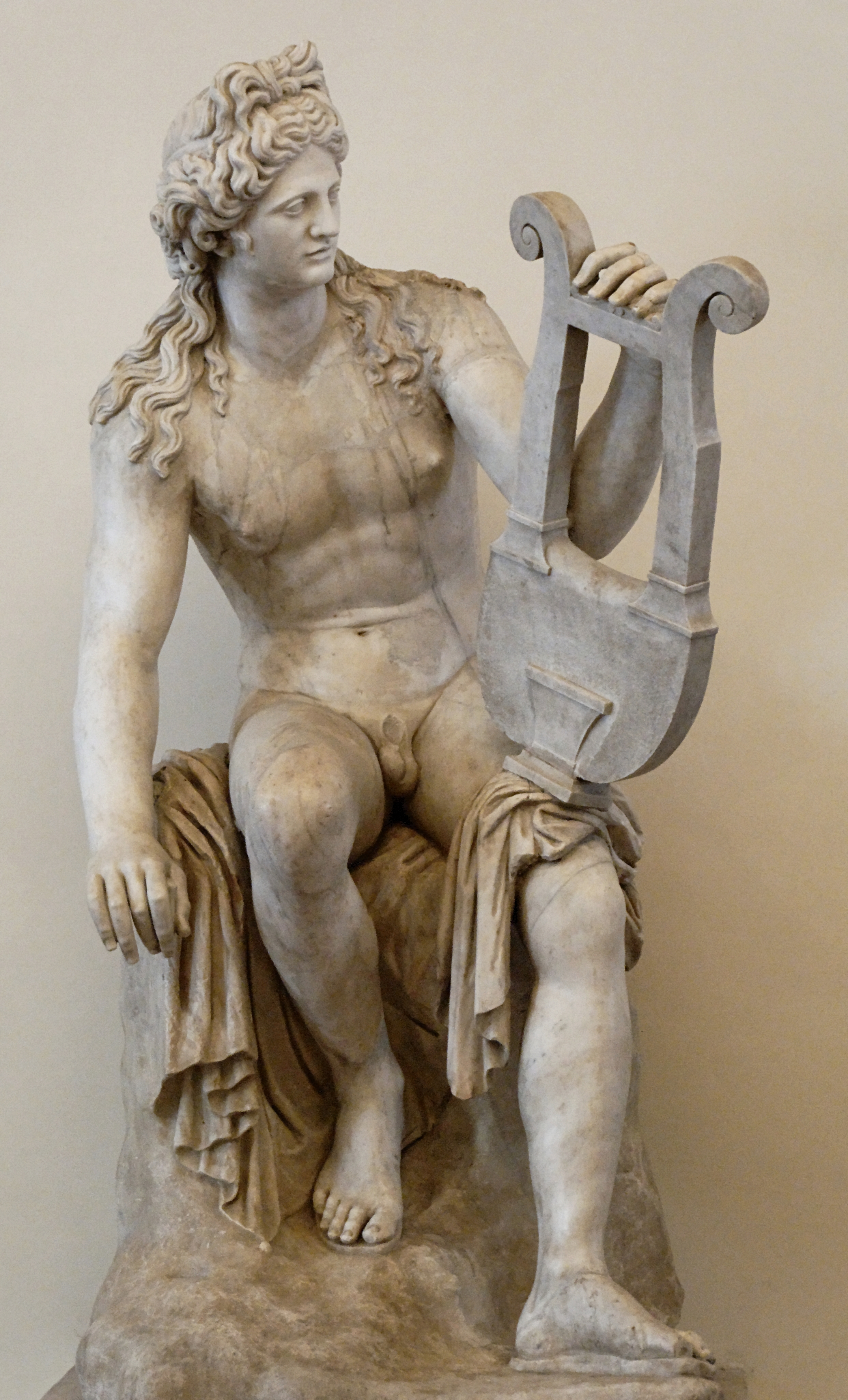
Цитароїд Аполлона з Палацу Альтемпс

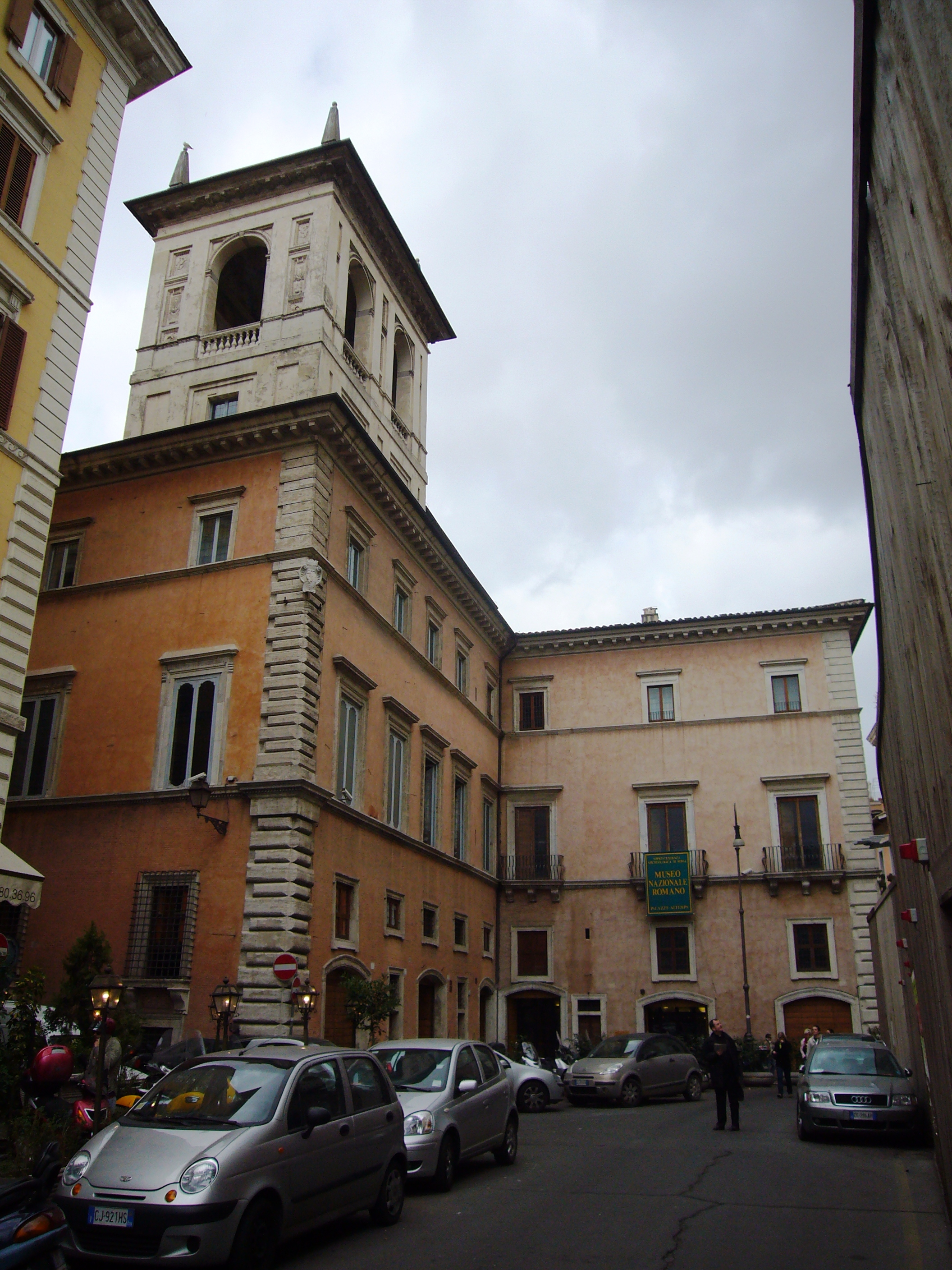
Зовнішній вигляд Палацу Альтемпс

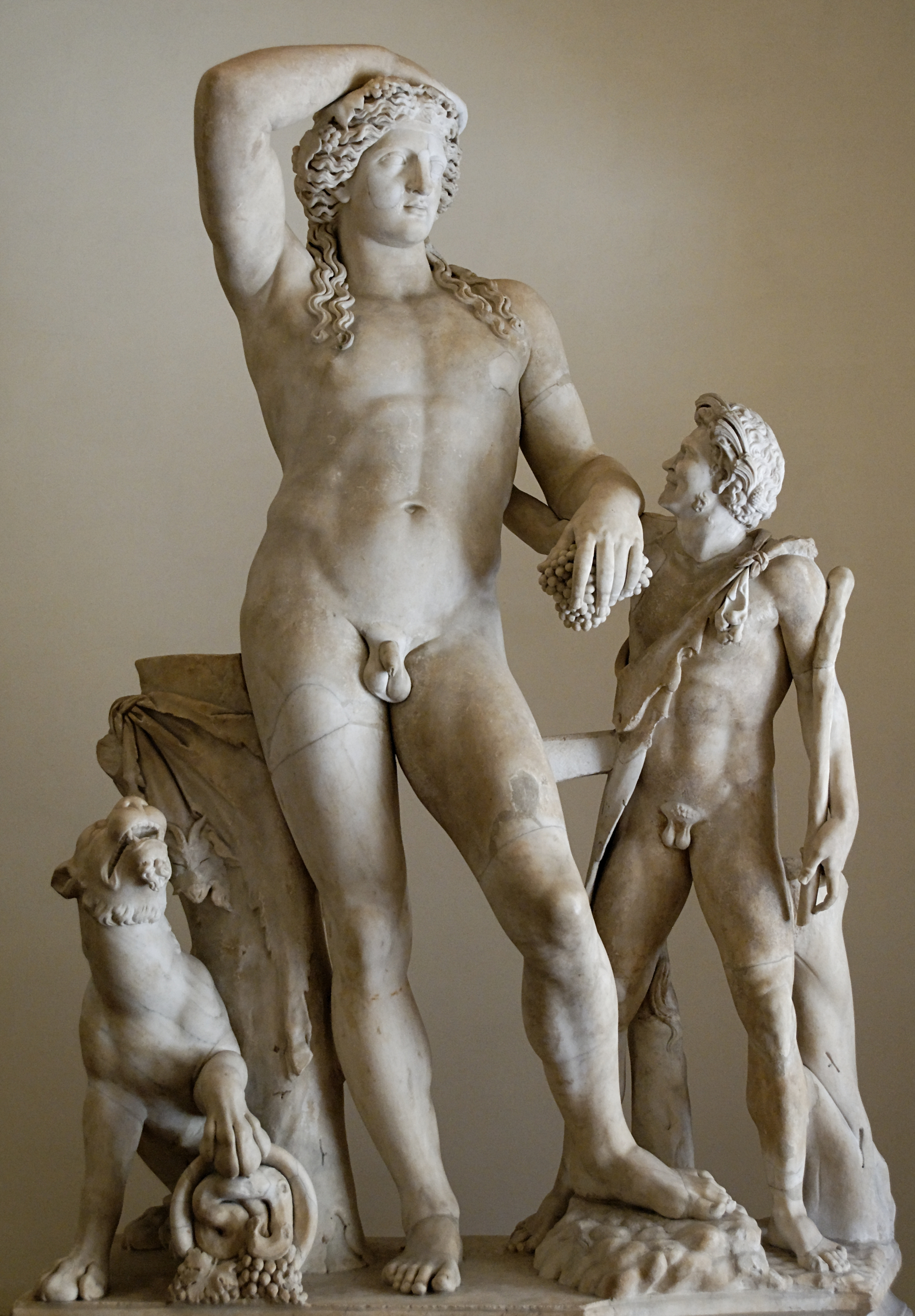
Діоніс з пантерою та сатиром, з Палацу Альтемпс

Будівлю спроєктував у XV столітті Мелоццо да Форлі для Джироламо Ріаріо, родича Папи Сікста IV. На стіні однієї з кімнат у палаці досі збереглася фреска святкування весілля Джироламо з Катериною Сфорце у 1477 році, що зображає срібні тарілки та інші подарунки подружжю. Коли сім'я Ріаріо почала занепадати після смерті папи Сікста IV, палац було продано кардиналу Франческо Содерині з Вольтерри, який замовив подальші доопрацювання у архітекторів Сангалло Старшого та Бальдазаре Перуцці.
Коли сім'я Содерині занепала за важких часів, він продав її у 1568 році австрійському кардиналу Марку Сіттіху фон Гоенему Альтемпсу, синові сестри папи Пія IV. Кардинал Альтемпс доручив архітектору Мартіно Лонгі розширити й вдосконалити палац; саме Лонгі побудував бельведер. Кардинал Альтемпс накопичив велику колекцію книг та античної скульптури. Хоча його посада, як другого сина в його сім'ї означала, що Марко Сіттіко Альтемпс став священнослужителем, він не був схильний до священства. Його коханка народила йому сина Роберто, який став герцогом Галлезьким. Роберто Алтемпс був страчений за перелюбство у 1586 році папою Сікстом V.
Сім'я Альтемпс продовжувала мішатися у колах італійської шляхти протягом усього XVII століття. Внучка Роберто Марія Крістіна д'Альтемпс вийшла заміж за Іпполіто Ланте Монтефельтро делла Ровере, герцога Бомарцо.
Палац Альтемпс став власністю Святого Престолу у XIX столітті, а будівля недовго використовувалася римо-католицькою семінарією. Він був наданий італійській державі у 1982 й після 15 років реставрації, відкрито як музей у 1997.

### Колекції
У палаці розміщуються експонати музею з історії колекціонування:
- скульптури з ренесансових колекцій, як колекції Бонкомпаньї-Людовізі та Маттея, включаючи Людовізі Арес, Престол Людовізі та Самогубство галла (від тієї ж пергамської групи, що й Галл, що вмирає);
- єгипетська колекція — скульптури східних божеств.

Палац також включає історичний приватний театр, що тепер використовується для тимчасових виставок, і церква СантʼАнікето.

## Крипта (западина) Бальбі

### Історія будівлі
У 1981 році Даніель Манакорда та його команда проводили розкопки на занедбаній ділянці на Марсовому полі між церквами Санта-Катарина-дей-Фунарі й Сан-Станіслао-дей-Полаччі, та виявили колонадований чотиропортик Театру Луція Корнелія Бальба, сусідній статіо анноне й пізніші свідчення використання ділянки за середньовіччя. Археологічні знахідки з цього розкопу (у тому числі ліпнина арки з портиків) представлені у цьому відділенні музею, що було відкрито 2001 року.

### Колекції
Окрім нового матеріалу з розкопок у цьому відділенні музею виставлені експонати з:
- колекцій колишнього Кірхерійського музею,
- колекцій Горга та Бетті,
- нумізматичний матеріал з колекцій Гнеччі та колекції Віктора Еммануїла III Савойського,
- колекції з Римського форуму, зокрема фреска та мармуровий архітрав кінця 1930-х років фашистського руйнування середньовічної церкви Сант-Адріано у курії Юлія,
- музею Палац Венеції,
- Капітолійських музеїв,
- суспільного Антікваріуму Риму,
- фрески, зняті у 1960 році у храмі Санта-Марія у Віа-Латі.

#### Підвал
Підвал будівлі містить археологічні залишки, що доступні лише керованою екскурсією.

#### Перший поверх
У першому відділі «археологія та історія міського ландшафту» представлені результати розкопок та розміщено їх у контексті історії місцевості. Окрім залишків із самого місця, цей відділ також представляє:
- монастир Санта Марія Доміне Розе (засновано приблизно у VIII сторіччі),
- будинки середньовічних торговців та майстрів,
- консерваторію Санта Катерина деї Фунарі (побудована у середині XVI сторіччя творцем єзуїтського ордену Ігнатієм Лойолою для притулку дочок римських повій),
- Боттеге Оскуре.

Другий відділ «Рим від античності до середньовіччя» є Музеєм середньовічного Риму та ілюструє життя та трансформацію Риму між V та X сторіччями.

## Лазні Діоклетіана

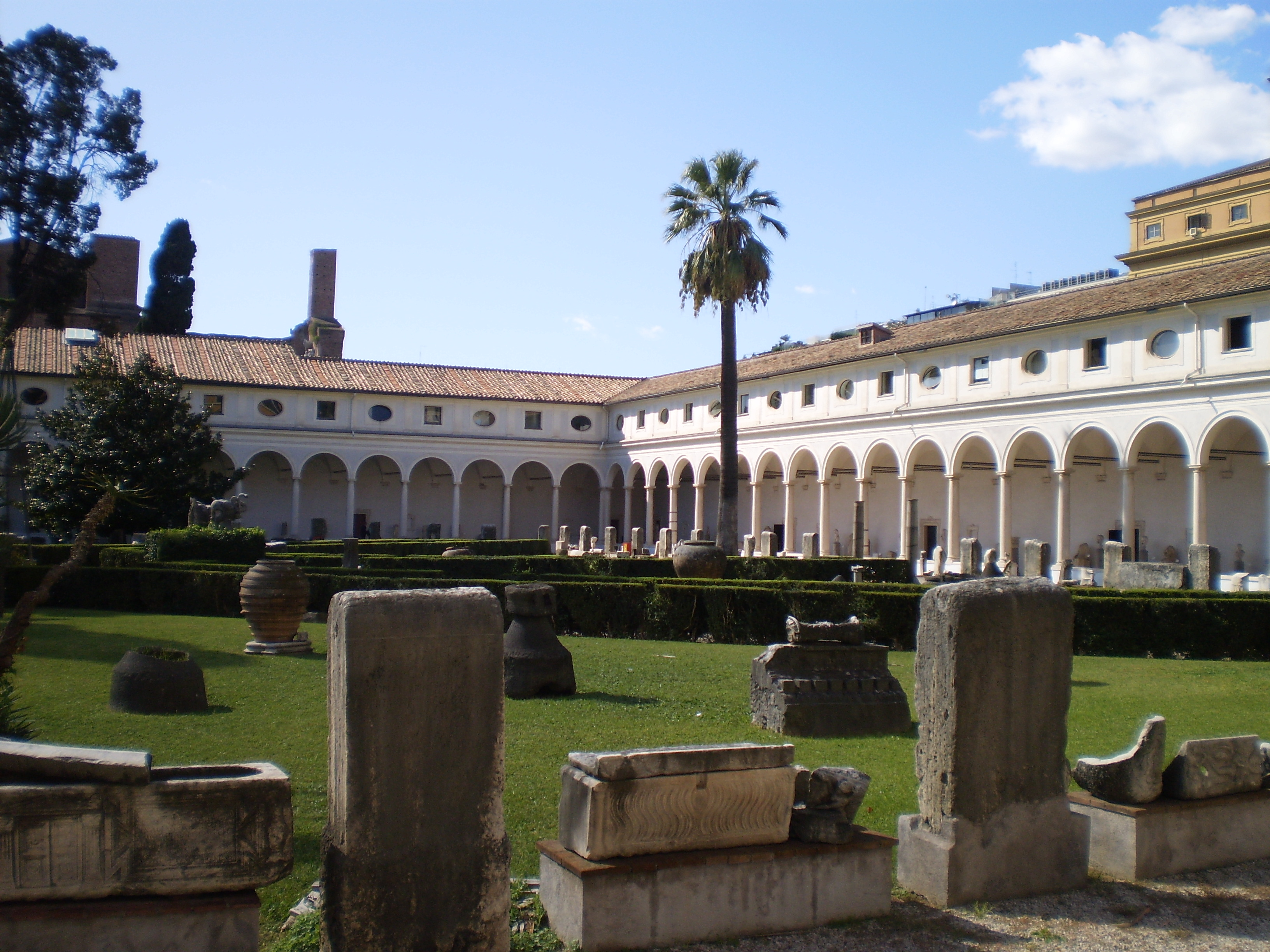
Мікеланджелоський монастир

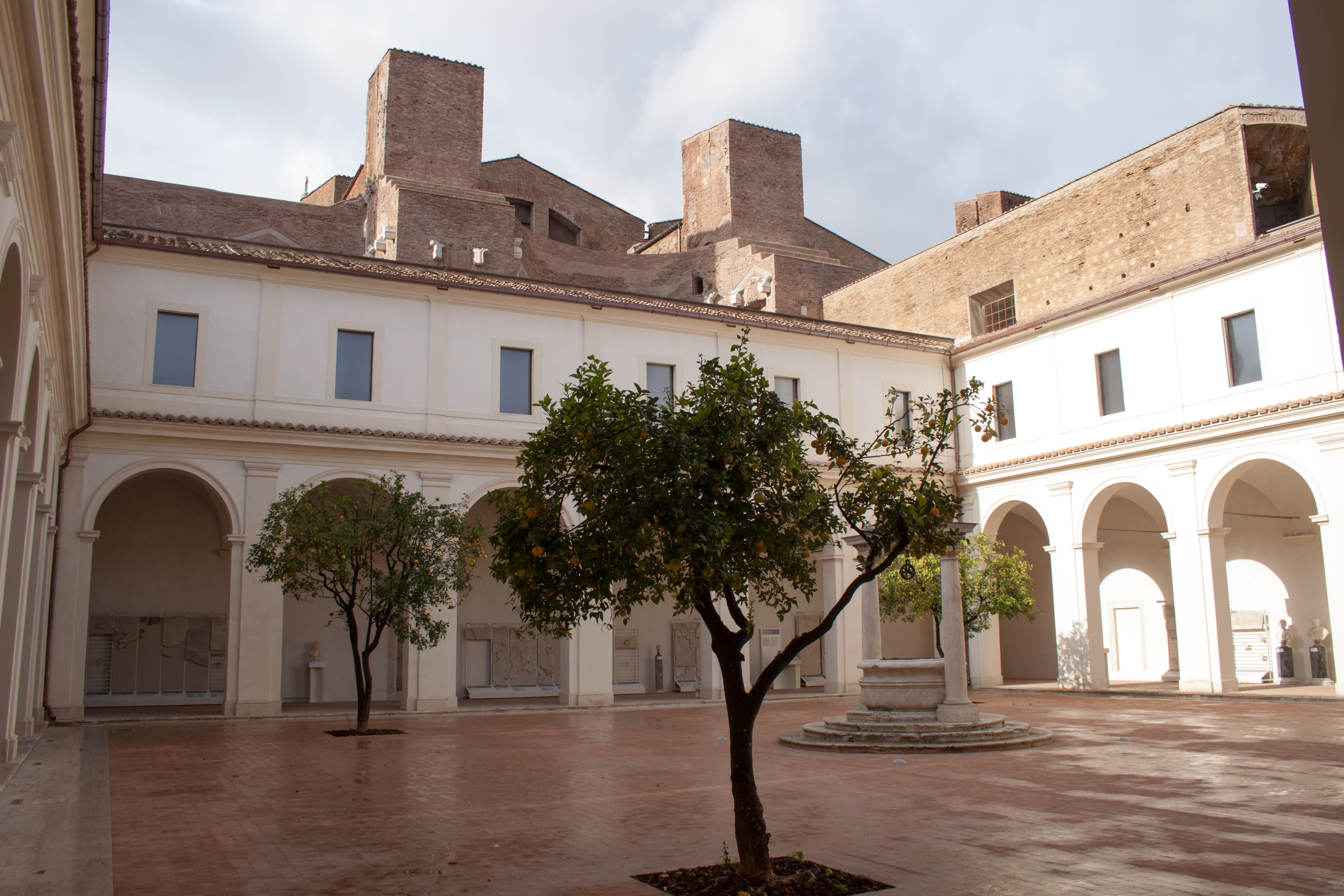
Малий монастир

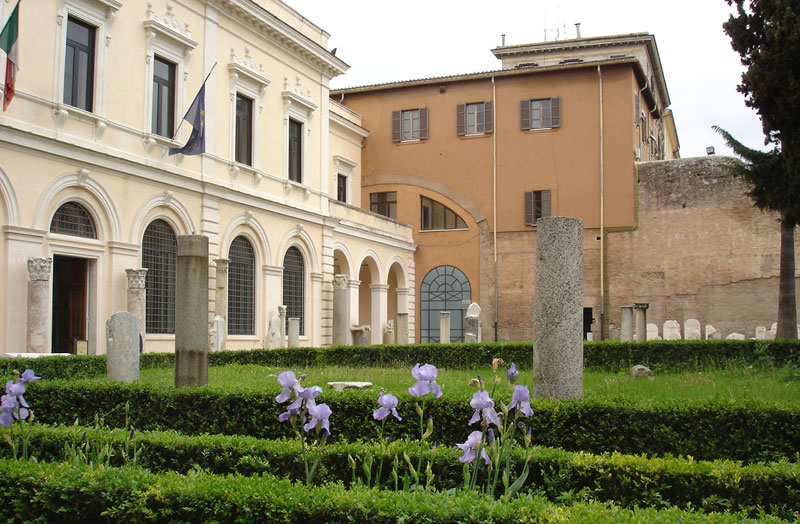
Сад перед філією Національного римського музею у лазнях Діоклетіана

### Монастир Мікеланджело
Картузіанський монастир церкви Санта-Марія-деглі-Анджелі-е-деї-Мартірі, який часто називають «Мікеланджелівський монастир», оскільки Римський Папа поставив йому завдання перетворити лазні на церкву та чертоза (картузіанський монастир). Ймовірніше, Мікеланджело лише задумав проєкт в основному, а архітектурно його деталізував його учень Джакомо дель Дука. Монастир будували у 1565—1600 роках вже після смерті Мікеланджело у 1564 році. Верхній поверх було закінчено у 1676 році, а центральний фонтан — 1695 року.
У квадратному подвірʼї влаштовано сад 16-го сторіччя з виставленими вівтарями, надмогильними скульптурами й написами. Це, зокрема, величезні голови тварин, кілька з яких датовані ще античністю, що були виявлені біля Траянової колони 1586 року.

### Доісторичний відділ
На верхньому поверсі монастиря експозиція розвитку культури Латію від бронзової доби (11 сторіччя до Р. Х.) до Доби усхіднення (10–6 сторіччя до Р. Х.) з речами археологічних знахідок регіону навколо Риму.

### Малий монастир
Малий монастир чертузо було нещодавно відремонтовано. Він займає близько третини площі, що раніше займав натаціо (плавальний басейн) лазень Діоклетіана. Спочатку він був побудований поряд з храмом. Будівництво розпочалося у середині XVI сторіччя, але продовжувалося й після XVII сторіччя. Довжиною сторони у 40 метрів (наполовину менша сторони Мікеланджельського монастиря) він сьогодні демонструє експонати Арвальських братів та Світських ігор. Травертинова криниця кінця XVI сторіччя у центрі подвірʼя додана під час нещодавнього ремонту.

### Епіграфічний відділ
Виставлено понад 900 експозицій, що містять понад 10 тисяч написів й письмових документів на трьох поверхах сучасної будівлі.

### Зали Олійні
Зали олійні (Aule delle Olearie) були сховищами, влаштованими папою Климентом XIII у деяких колишніх залах лазень Діоклетіана. Великі зали, пронумеровані від I до XI, більшість з яких не мають даху, — стали частиною музею з 1911 року.

### Зала Святого Ісидора
Невелика квадратна зала, побудована поруч з зерносховищем Аннона у 1640 році. 1754 року вона була перетворена на каплицю, посвячену святому Ісидору.

### Восьмикутна зала
Восьмикутна зала була частиною центрального комплексу лазень Діоклетіана, що була останньою з чотирьох залів поруч з кальдарієм. Вона була перетворена на зерносховище у 1575 році, а 1764 року стала олійним сховищем. Купол зали залишається первинним. Зала слугувала виставкою у 1911 році, проте потім була перетворена на кінотеатр, а у 1928 році — на планетарій.
Зала була відновлена у 1991 році й наповнена скульптурами з лазень Рима.

## Дивитися також
- Колекції Національного римського музею